# Volcán Tesoyo
Volcán Tesoyo är en vulkan i Mexiko.   Den ligger i delstaten Distrito Federal, i den sydöstra delen av landet, 40 km söder om huvudstaden Mexico City. Toppen på Volcán Tesoyo är 3 123 meter över havet.
Terrängen runt Volcán Tesoyo är huvudsakligen kuperad, men den allra närmaste omgivningen är platt. Terrängen runt Volcán Tesoyo sluttar söderut. Runt Volcán Tesoyo är det mycket tätbefolkat, med 1 517 invånare per kvadratkilometer. Närmaste större samhälle är Cuernavaca, 19,0 km söder om Volcán Tesoyo. I omgivningarna runt Volcán Tesoyo växer i huvudsak blandskog.